# Meänkieli
Meänkieli (dosł. nasz język) – nazwa używana w Szwecji w stosunku do odłamu języka fińskiego, używanych na północy kraju, w szwedzkiej (zachodniej) części Doliny Torne. Szacuje się, że używa ich od 30 tys. do 70 tys. osób.
Z językowego punktu widzenia meänkieli składa się z dwóch dialektów (Tornio i Gällivare) z grupy dialektów peräpohjola języka fińskiego. Ze względów historycznych meänkieli ma status języka mniejszościowego w Szwecji.
Główne różnice pomiędzy meänkieli a językiem fińskim dotyczą zmian językowych w fińskim, które dokonały się w XIX i XX wieku. Meänkieli zawiera ponadto liczne zapożyczenia ze szwedzkiego dotyczące codziennego życia (choć liczba tych zapożyczeń jest mniejsza niż w innych dialektach fińskiego). Brakuje w nim też dwóch przypadków gramatycznych – instructivusa i comitativusa. Dialekt meänkieli używany w pobliżu Gällivare różni się od fińskiego w większym stopniu, niż dialekt Tornio.

## Przykładowe różnice pomiędzy meänkieli i fińskim
| meänkieli | fiński   | polski  |
| --------- | -------- | ------- |
| kläppi    | lapsi    | dziecko |
| källi     | hassu    | głupi   |
| pranttu   | kasvimaa | ogródek |
| kartano   | piha     | ogród   |
| häntyyki  | pyyhe    | ręcznik |